# Prix Pierre-Villey
Le prix Pierre-Villey, de la fondation du même nom, est un ancien prix quinquennal de littérature, créé en 1935 par l'Académie française et « destiné à encourager les aveugles à vaincre les obstacles que leur infirmité oppose aux travaux intellectuels ».
Pierre Louis Joseph Villey-Desmeserets, ou  Pierre Villey, né le 15 octobre 1879 à Caen et mort le 24 octobre 1933 à Conches-en-Ouche, normalien, est un universitaire français, professeur à la faculté des lettres de Caen, spécialiste de la littérature française du XVIe siècle, secrétaire général de l'Association Valentin Haüy.

## Liste des lauréats
- 1944 : Pierre Henri pour La Vie des aveugles
- 1949 : Louis-Germain Lejeune
- 1954 : Albert-André Nast (1884-1957) pour Le Drame de la cécité
- 1959 : Edmond Coarer-Kalondan
- 1964 : Joseph Dehergne (1903-1990) pour Le Bas Poitou à la veille de la Révolution